# Земля любви (телесериал)
Земля любви (порт. Terra Nostra, дословно «Наша земля») — бразильский сериал (теленовелла) о жизни итальянских эмигрантов в Бразилии в конце XIX века. В России сериал транслировался на ОРТ с 26 июля 2001 по 2 апреля 2002 года по будням  в 19:00 с повтором на следующий день в 9:15. В 2006 году он был повторён (в другом озвучивании) на телеканале «Домашний».

## Основные сюжетные линии
Действие сериала занимает несколько лет, начиная примерно с конца 1890-х гг., когда после отмены рабства в Бразилии, тысячи итальянских бедняков эмигрировали в эту страну. В сериале важной составляющей сюжета является мировой экономический кризис 1900 г. и деятельность президента Кампос-Салеса.
Действие начинается на борту корабля Andrea I, где знакомятся и влюбляются друг в друга Маттео Баттистелла (Тьяго Ласерда) и Джулиана Эсплендоре (Ана-Паула Арозио). Маттео одинок, а родителей Джулианы ожидает в Сан-Паулу старый друг семьи — дон Франческо Мальяно (Раул Кортес), ставший богатым банкиром. (Когда-то Франческо в Италии совершил убийство, а вину взял на себя отец Джулианы).
Любовь Джулианы и Маттео усиливается во время эпидемии чумы, вспыхнувшей на корабле. Родители Джулианы умирают, их хоронят в море, а она забеременела от Маттео, но пока не догадывается об этом. В порту Сантус влюблённых разлучает толпа, и Джулиану увозит к себе домой дон Франческо, чтобы принять её как дочь. Маттео, как и его женатый друг Бартоло (Антонио Каллони) поддаётся на уговоры вербовщика и отправляется на кофейную плантацию дона Гумерсинду Тельес де Арана (Антонио Фагундес), от которого ушли все негры, освобождённые от рабства. Осталась его семья: жена — донна Мария ду Сокорру (Дебора Дуарте), дочери — страстная Розана (Каролина Кастинг) и безответная Анжелика (Палома Дуарте), а также бывший надсмотрщик Антенор (Джексон Антунес).
Тем временем Джулиану возненавидела жена дона Франческо — донна Жанет (Анжела Виейра), но в неё влюбляется сын — Марко Антонио, который женится на Джулиане, несмотря на беременность. На плантации тем временем влюбившаяся в Маттео Розана компрометирует его, и дон Гумерсинду вынужден дать согласие на брак, только тогда выясняется, что Маттео не посягал на честь дочери своего хозяина.
После рождения ребёнка у Джулианы донна Жанет выкрадывает младенца и подкидывает его в монастырский приют.
Анжелику отец выдаёт замуж за адвоката — доктора Аугусто (Габриэль Брага Нуньиш), который, как выясняется, имеет любовницу-сицилианку Паолу (Мария Фернанда Кандиду), за которую его отец отдал родителям Паолы часть своей фазенды. Со временем, однако, Анжелике удаётся отлучить мужа от любовницы и направить его энергию в русло большой политики: Аугусто баллотируется в законодательное собрание штата Сан-Паулу, а Анжелика, родив ему дочь, становится управляющей фазендами своего мужа. Со временем Паола знакомится с Франческо Мальяно, становится его женой и рожает дочь. Однако дон Франческо постоянно ссорится с тестем — отцом Паолы, равным ему по возрасту.
К тому времени Маттео, не в силах больше жить с Розаной, бежит в Сан-Паулу (бросив жену с новорождённым сыном) и выкрадывает у Мальяно Джулиану, беременную к тому времени от Марко Антонио.
Надсмотрщик Антенор уходит от дона Гумерсинду и женится на его бывшей рабыне Нане (Адриана Лесса), у которой есть сын от дона Гумерсинду — Жозе Алсеу. Со временем отец признал своего сына-мулата и даже определил его в престижный колледж.
Всё оканчивается благополучно: Маттео с Джулианой обнаруживают своего украденного сына, Марко Антонио женится на Розане, Мария ду Сокорру рожает Гумерсиндо вожделенного наследника. Дон Франческо делит свою землю пополам между Маттео и своим сыном, Марко Антонио.

## Исполнители и персонажи
- Ана Паула Арозио — Джулиана Эсплендоре
- Тьяго Ласерда — Маттео Баттистелла
- Антонио Фагундес — дон Гумерсинду Тельес де Арана, владелец фазенды, «кофейный барон»
- Дебора Дуарте — Мария ду Сокорру Тельес де Арана, супруга Гумерсинду
- Раул Кортес — Франсиску Мальяно, банкир
- Анжела Виейра[англ.] — Жанет Мальяно, супруга Франческо из семьи «кофейного барона»
- Палома Дуарте — Анжелика, младшая дочь Гумерсинду. Вышла замуж за Аугусто, а после унаследования им фазенд стала их управляющей
- Каролина Кастинг — Розана, старшая дочь Гумерсинду, стала женой Матео
- Марсело Антони — Марко Антониу Мальяно, единственный сын дона Франсиску и Жанет
- Антониу Каллони — Бартолу, в прошлом — виноградарь, стремится создать собственную виноградную ферму
- Одилон Вагнер — Алтину Маркондиш, отец сеньора Аугусту, «кофейный барон», ярый монархист. Приобрёл фазенду родителей донны Жанет. Потерял память в результате удара камнем во время мятежа итальянцев в Сан-Паулу. Умирает в полном распаде сознания
- Габриель Брага Нуньес — Аугусту Маркондиш, единственный сын Алтину. Адвокат, доктор права, впоследствии — депутат парламента и сенатор. Бабник, женатый на Анжелике, встречался с Паолой до её одностороннего разрыва отношений с ним, потом безуспешно домогался до Флоринды и Матильды
- Мария Фернанда Кандиду — Паола, в начале любовница Аугусту, потом неформальная жена Франсиску Мальяно, получила от него макаронную фабрику
- Джексон Антунес— Антенор, бывший надсмотрщик, позднее — полицейский в Сантусе и кучер у донны Жанет
- Жозе Дюмон — Батиста, приказчик лавки и трактира на территории фазенды Гумерсинду. К концу жизни страдал от икоты. Умер от неизвестной болезни, причём его сбережения Бартоло забрал себе, обнаружив их в ночном горшке
- Жезиу Амадеу — Дамиан, чернокожий кучер дона Франческо. Бывший раб родителей донны Жанет
- Адриана Леса — Нана (Анастасия), сестра Дамиана, бывшая рабыня Гумерсинду, от которой тот хотел прижить наследника, которого не могла родить ему жена. Позднее — кухарка в доме Мальяно
- Fernanda Muniz — Луиза, служанка в доме Мальяно. Позже перешла в дом Жанет и Жозуэ
- Элиас Глейзер — Падре Олаво, приходской священник, друг семьи Гумерсинду
- Соня Загури — Антония, служанка в доме Мальяно. Позже перешла в дом Жанет и Жозуэ
- Таня Бондезан — Мариана, конфидентка донны Жанет. Изгнанная ею, стала экономкой в городской резиденции дона Гумерсинду
- Марио Сезар Камарго — Анаклето, отец Паолы, сицилийский крестьянин. Получил от сеньора Алтину треть фазенды в качестве платы за дочь, любовницу Аугусто. Показан в сериале стереотипным сицилийцем
- Лу Гримальди — Леонора, жена Бартоло, кухарка в доме Гумерсинду
- Дебора Оливери — Инес, мать Паолы, жена Анаклето
- Андре Луис Миранда — Тизиу, сын Дамиана, официально получил имя Жулио Франсишку Санта-Ана
- Антонио Абужамра — Коутинью Абреу, отец донны Жанет. Нечестным путём выиграл фазенды у отца Жозуэ. Позже проиграл всё состояние сеньору Алтино и, чтобы спасти дочь, выдал её замуж за Франческо
- Хуан Альба — Жозуэ Медейрос Филью, кучер и позже и любовник Жанет. Поначалу рассчитывал отомстить ей за отца
- Шику Анисиу — отец Жозуэ, проиграл всё состояние в карты отцу Жанет (причём тот вёл нечестную игру), после чего покончил с собой
- Роберто Бонфим — Жустино
- Антенор ДеСоуза — Жувенал, бывший надсмотрщик на фазенде Алтину, ставший кучером в городской резиденции дона Гумерсинду
- Арлет Саллес — Сестра Летисия, монахиня в приюте
- Илва Ниньо — Сестра Тереза, монахиня в приюте
- Фабио Диас — Амадео, бывший работник на фазенде Гумерсинду, позднее создал свою строительную фирму. После гибели Эрнандеса женился на Гортензии
- Гильерме Бернард— Жозе Алсеу, чернокожий сын Гумерсинду от Наны
- Бьянка Кастаньо — Флоринда, заменила Леонору на фазенде сеньора Гумерсинду. Позже перешла в дом Марко Антонио и Розаны
- Дэнтон Мелло — Бруно, еврей, возлюбленный Флоринды, а к концу и муж
- Клаудия Райа — Гортензия, испанка, дочь Долорес. Воспитывает Хуанито — сына Маттео и Джулианы
- Лолита Родригес — Долорес, владелица пансиона, где жили Маттео с Джулианой
- Тарсиана Саади — Матильда, кухарка в городской резиденции Гумерсинду. В конце вышла замуж за булочника, выходца из Португалии
- Сержиу Виотти— Иван Маурисио, адвокат. Первый раз взялся за дело о возвращении Хуанито к Джулиане. Второй раз защищал Амадео на судебном процессе об убийстве Эрнандеса
- Роберту Бонтемпу — комиссар Эриберто, участковый полицейский того района Сан-Паулу, где находятся дом Франческо и пансион Долорес. Первый раз арестовал Маттео и отнял у Джулианы дочь Анинью по заявлению Марко Антонио. Второй раз расследовал убийство Эрнандеса и арестовал Амадео. Третий раз получил приказ депортировать Маттео как «анархиста» в Италию.
- Пауло де Алмейда — Тонинью, племянник Гортензии
- Жоржже Ферутти — сеньор Женориу. После убийства его жены и Эрнандеса взял всю вину на себя, за это получил плату от Амадео. Однако его непричастность стала позже очевидна
- Раймундо Де Соуза — Ренато, новый трактирщик на фазенде Гумерсинду
- Джанфранческо Гварньери — Джулио Эсплендоре (отец Джулианы)

Также в сериале упоминаются персонажи, ни разу не появившиеся:
- Кампус Салис, Мануэл Феррас ди — президент Бразилии. Согласно словам Аугусто, имеет прозвище Кампус «Акцизная марка»
- Эрнандес — бывший муж Гортензии, усыновивший Хуанито. После первого её появления в пансионе Долорес два раза выгонял её из дома. Убит в своём доме Амадео, в результате самозащиты последнего
- Жена синьора Женориу — любовница Эрнандеса, убита им перед тем, как Амадео убивает Эрнандеса
- Синьор Франческо Матерраци — хозяин фабрики. Временно устроил Маттео своим работником после того, как того начали обзывать «анархистом». Маттео уволился после того, как ударил на работе очередного обидчика